# Corydalis rupestris
Corydalis rupestris là một loài thực vật có hoa trong họ Anh túc. Loài này được Kotschy mô tả khoa học đầu tiên năm 1846.